# Мурванадзе, Лаша Аликович
Лаша́ Али́кович Мурвана́дзе (род. 1 ноября 1982, Орджоникидзе) — российский парафутболист, защитник паралимпийской сборной России и ФК Л.Ч.О.. Паралимпийский чемпион (2012) по футболу 7×7, трехкратный чемпион мира, заслуженный мастер спорта России. Президент московской региональной общественной организации «Федерация футбола лиц с заболеванием ЦП».

## Награды
- Медаль ордена «За заслуги перед Отечеством» II степени (30 сентября 2009) — за большой вклад в развитие физической культуры и спорта, высокие спортивные достижения на XIII Паралимпийских играх 2008 года в Пекине.[2]
- Орден Дружбы (10 сентября 2012) — за большой вклад в развитие физической культуры и спорта, высокие спортивные достижения на XIV Паралимпийских летних играх 2012 года в городе Лондоне (Великобритания)[3].
- Заслуженный мастер спорта России (2004).